# Mattbräcka
Mattbräcka (Saxifraga rosacea) är en stenbräckeväxtart som beskrevs av Conrad Moench. Mattbräcka ingår i Bräckesläktet som ingår i familjen stenbräckeväxter. Arten förekommer tillfälligt i Sverige, men reproducerar sig inte.

## Underarter
Arten delas in i följande underarter:
- S. r. hartii
- S. r. rosacea
- S. r. sponhemica
- S. r. steinmannii
- S. r. sternbergii

## Bildgalleri

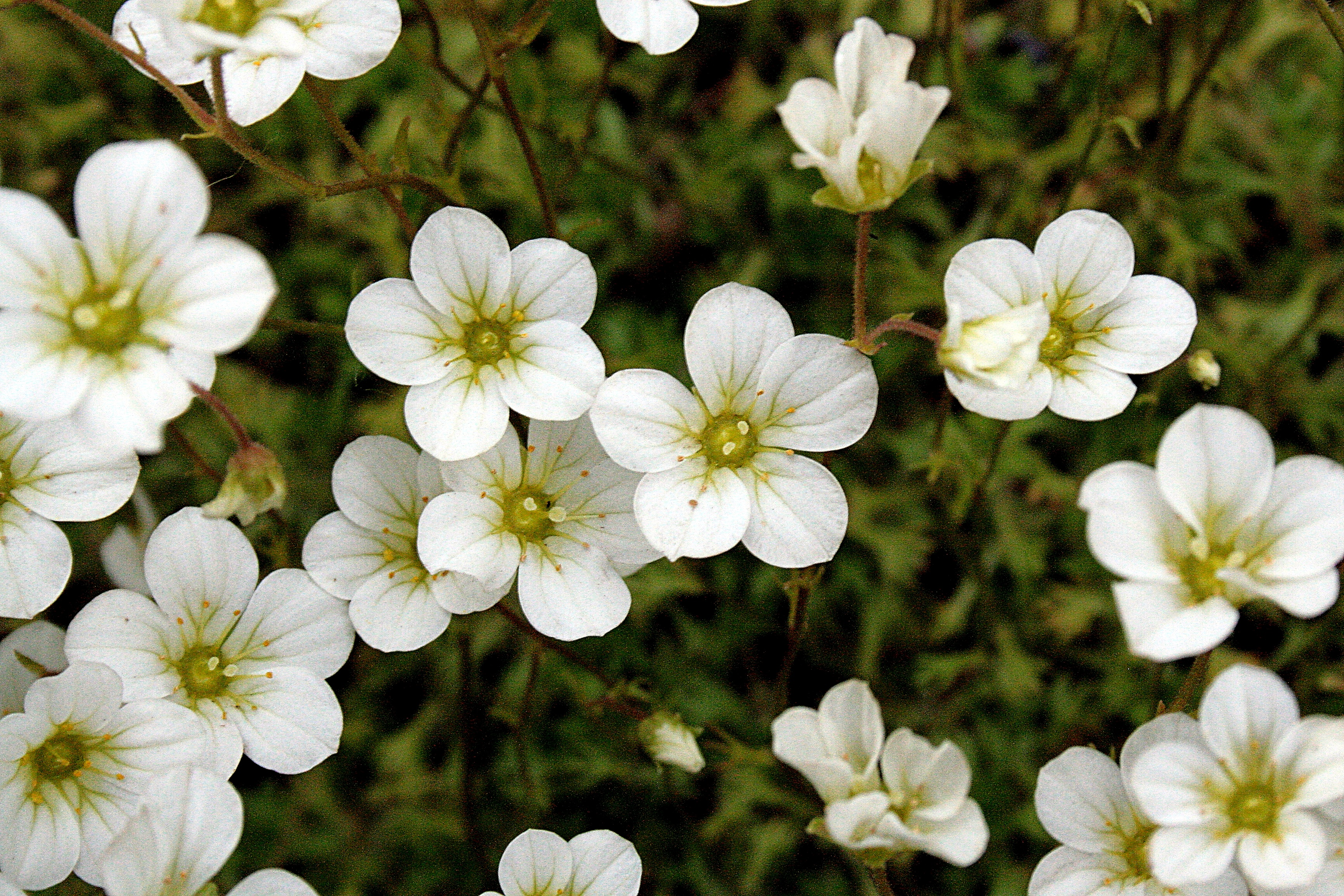
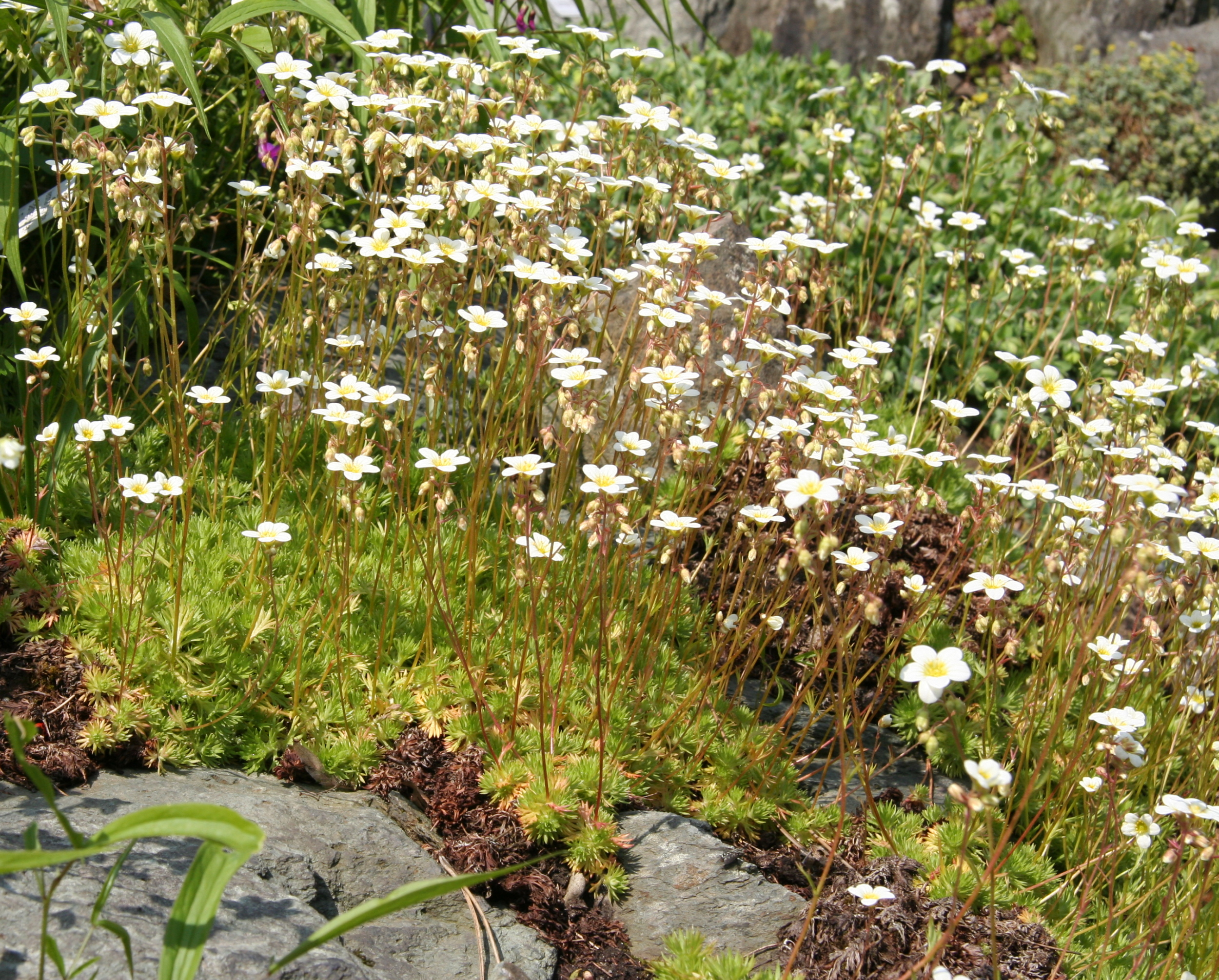
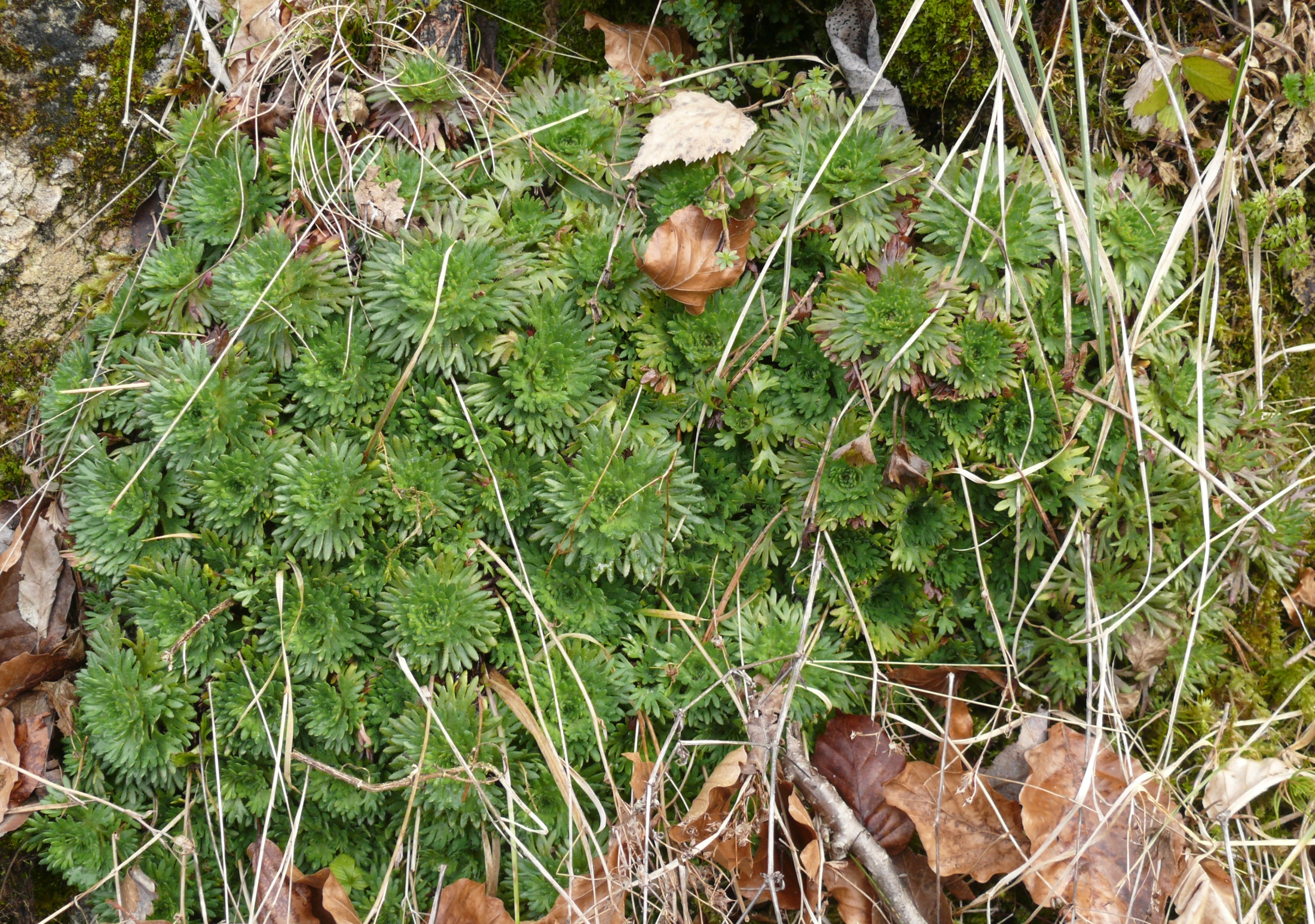
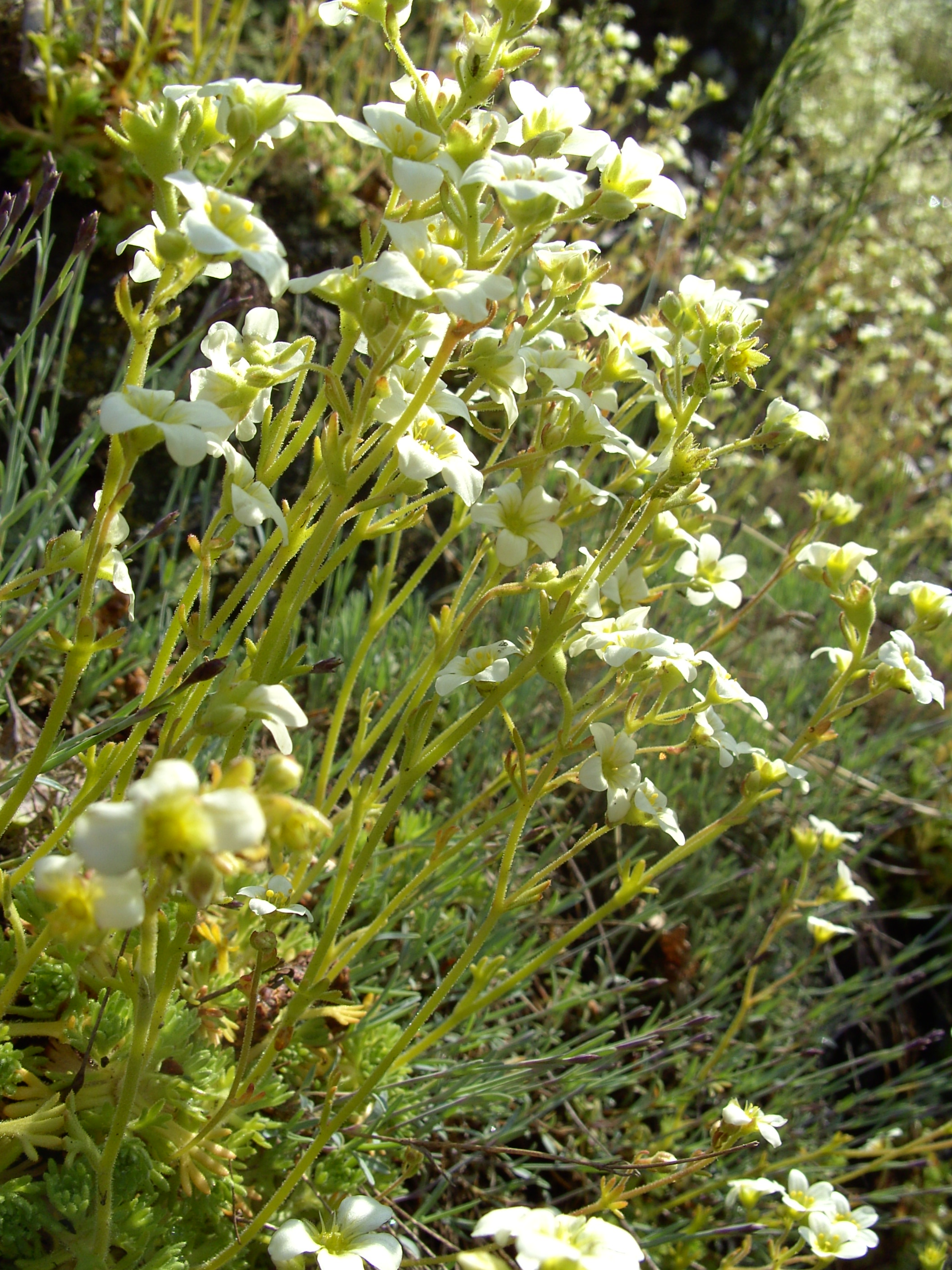
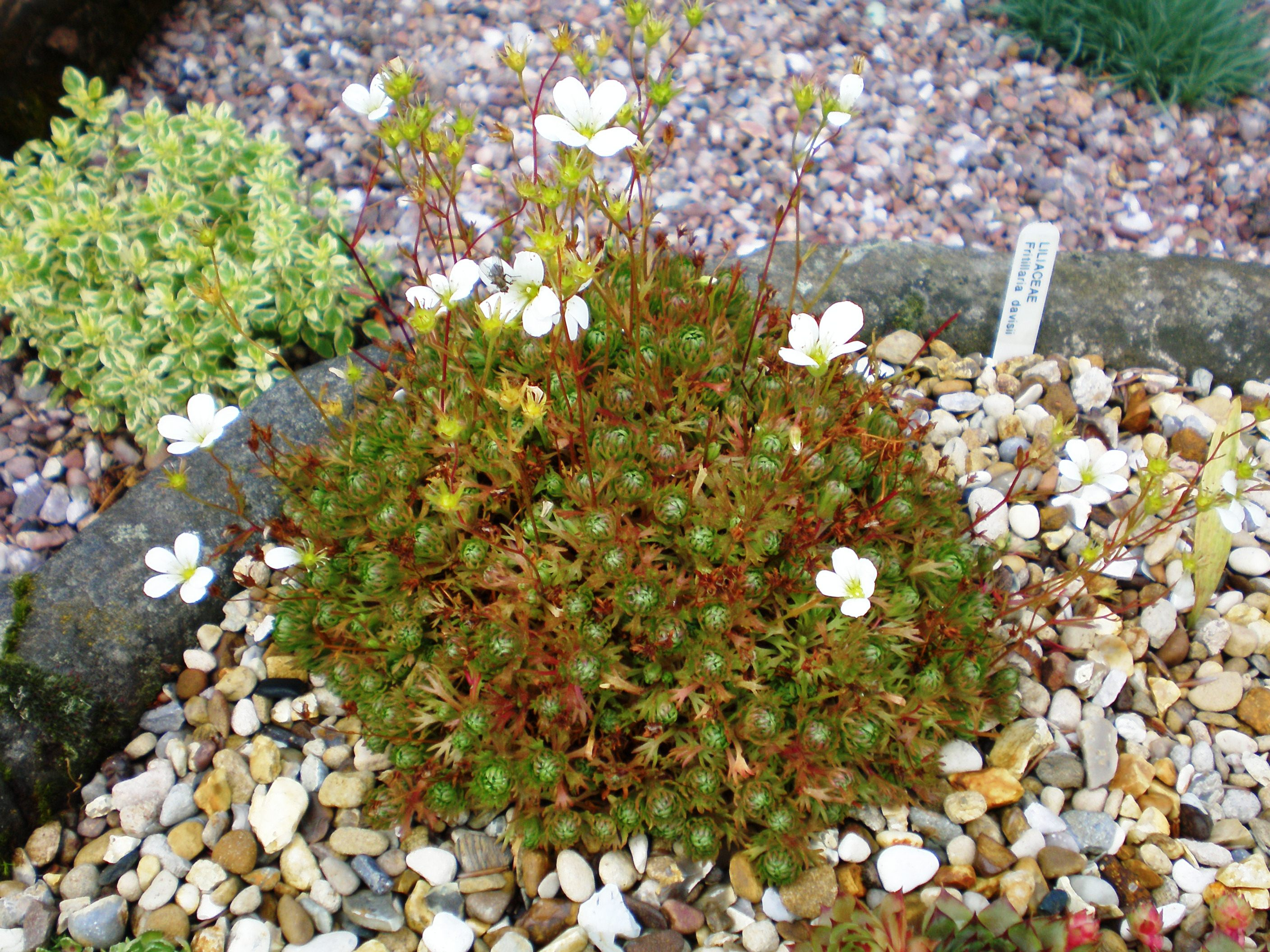
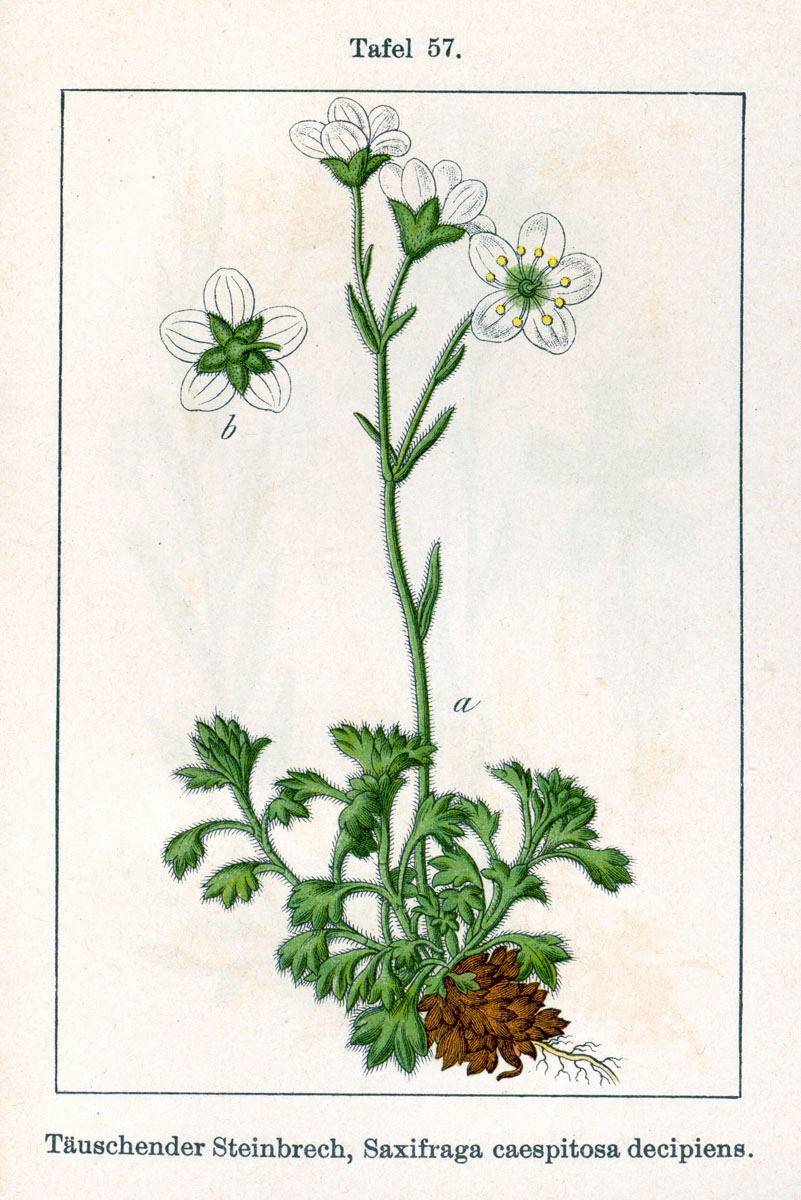